# Triêm Ích
Triêm Ích (tiếng Trung: 沾益区), Hán Việt: Triêm Ích khu là một quận thuộc địa cấp thị Khúc Tĩnh, tỉnh Vân Nam, Cộng hòa Nhân dân Trung Hoa. Triêm Ích có sân bay Triêm Ích trong thời kỳ chiến tranh chống Nhật Bản có Phi Hổ đội của Hoa Kỳ đồn trú. Sân bay này hiện để hoang. Quận này là nơi bắt nguồn của Châu Giang.